# Nazionalismo scozzese

Bandiera della Scozia

Mappa della Scozia (blu scuro) all'interno del Regno Unito (blu chiaro)

Il nazionalismo scozzese promuove l'idea che il popolo scozzese formi una nazione coesiva e un'identità nazionale ed è strettamente legato alla causa del dominio scozzese e dell'indipendenza scozzese, e all'ideologia del Partito Nazionale Scozzese, il partito che forma il governo scozzese, e altri movimenti come il Partito Verde Scozzese e lo Scottish National Liberation Army.
Gli Atti di Unione unirono i parlamenti di Scozia e Inghilterra nel 1707, ma continuano a esistere un sistema giuridico separato e distinte istituzioni scozzesi.
L'indipendenza linguistica è stata una parte importante del rinascimento scozzese del XX secolo, associato all'impeto nazionalista fornito da Hugh MacDiarmid.